# Theaterschiff Hamburg

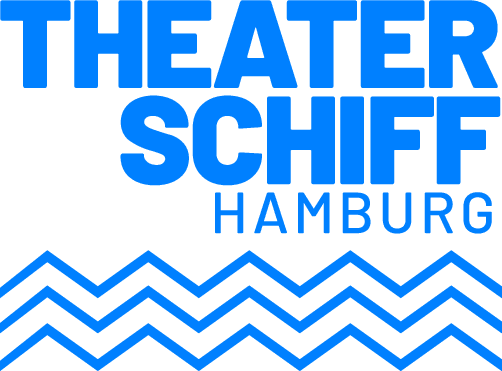
Logo des Theaters

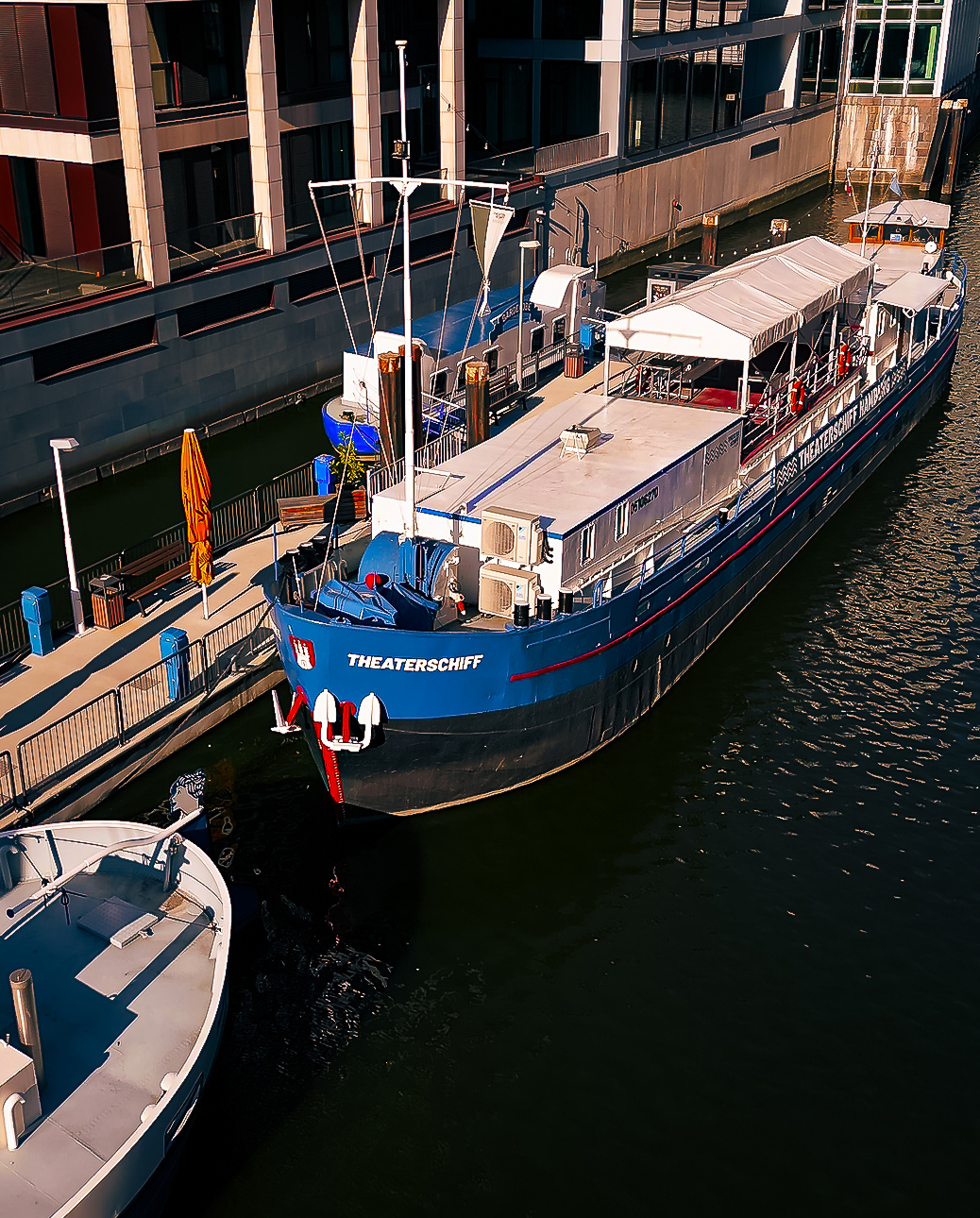
Theaterschiff Hamburg im Nikolaifleet

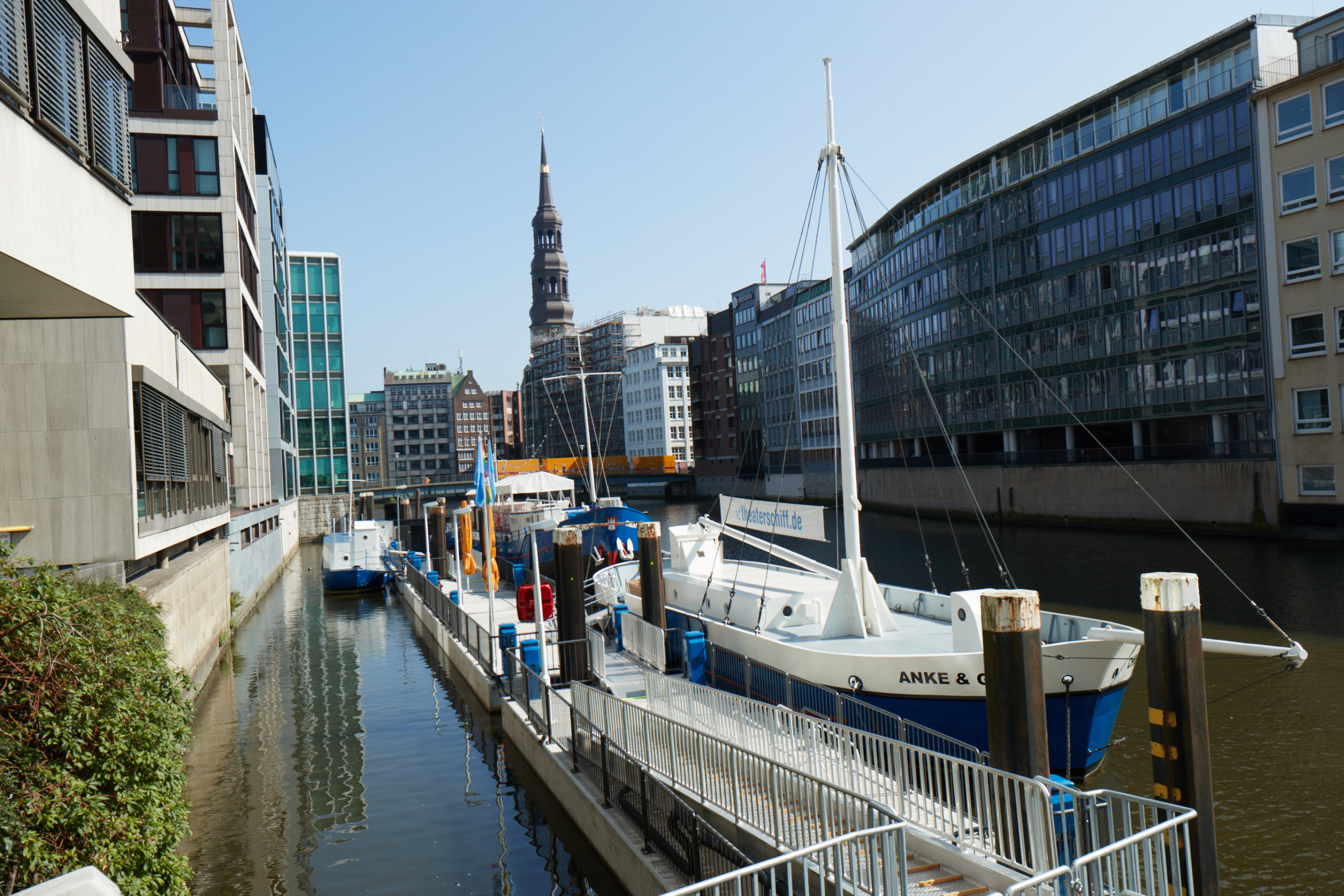
Schwesterschiff für die Lagerung von Requisiten, Kostümen, Möbeln etc.

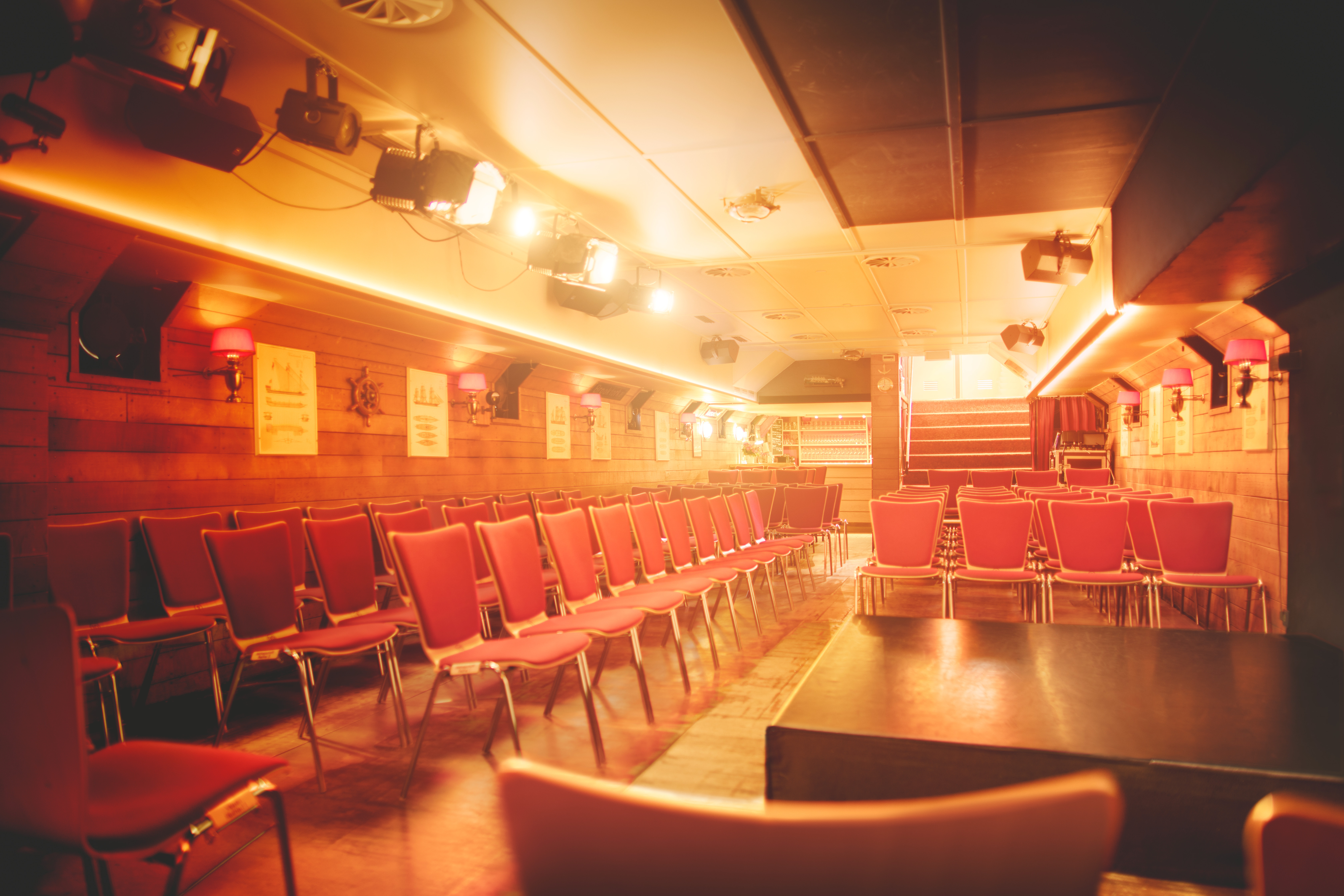
Innenansicht

Das Theaterschiff Hamburg ist ein seetüchtiges Binnenschiff, das seit 1975 als Theater mit 120 Plätzen dient. Es liegt in Hamburg im Nikolaifleet an der Holzbrücke 2. Das Programm umfasst Satire, Kabarett, Comedy und Shows.

## Organisation und Repertoire
Das Privattheater ist im Besitz von Familie Schlesselmann. Leiter des Theaters sind Heiko Schlesselmann (Geschäftsführer seit 2012) und Schauspieler, Autor und Regisseur Michael Frowin (seit 2007 künstlerischer Leiter). Zum Theaterschiff gehören zwei weitere Schiffe, eins für die Garderobe und eins für das Lager. Die 120 Zuschauerplätze sind an drei Seiten um die Bühne herum arrangiert.
Das Programm umfasst Satire, Kabarett, Comedy und Shows. Zum Repertoire zählen bzw. zählten eigene Produktionen wie Das Ziel ist im Weg, Hamburger werden in 90 Minuten, Generation XY ungelöst, Wellen, Sturm und steife Brisen oder Das wird ein Vorspiel haben. Auch Gastspiele zählen zum Programm, beispielsweise von Kabarettisten wie Mathias Tretter, Bodo Wartke, Florian Wagner, Annie Heger, Alice Köfer, Patrizia Moresco, Irmgard Knef, Moritz Netenjakob, Lutz von Rosenberg Lipinsky und anderen. Weitere Künstler wie Alida Gundlach, Angelika Thomas Gustav Peter Wöhler, Uwe Friedrichsen, Hans Peter Korff, Thomas Quasthoff oder Lilo Wanders zeigten ihre literarischen Programme.

## Auszeichnung
2023 wurde das Theaterschiff beim Theaterpreis Hamburg – Rolf Mares mit dem Sonderpreis für herausragende Leistungen im Rahmen des Hamburger Theaterlebens ausgezeichnet.

## Geschichte
Im Sommer 1912 wurde das Schiff in der Werft „van Diepen“ in Waterhuizen bei Groningen in den Niederlanden mit der Baunummer „366“ gebaut. Damals war es ein 20,19 Meter langer, weißer Besansegel-Ewer und erhielt den Namen Seemöve. Jürgen Schröder aus Borstel im Alten Land bezahlte 14.500 Goldmark für das Schiff. Der erste Schiffsbrief vom königlichen Amtsgericht in Harburg stammt vom 19. Juni 1912. Im Jahr 1923 baute Schröder eine erste Hilfsmaschine ein.
Im Jahr 1929 kaufte Kapitän Wilhelm Raap aus Krautsand die Seemöve und ließ 1934 eine 100-PS-Maschine einbauen. Einer der Schiffsmasten fiel, der Klüverbaum wurde gekappt, und es blieb nur noch eine Hilfsbesegelung. Im Zweiten Weltkrieg sank die Seemöve in einer Bombennacht im Hamburger Hafen. Raap ließ das Schiff heben und reparieren. Bis 1955 wuchs die Seemöve auf eine Gesamtlänge von 34,50 Meter und ein Volumen von 251 Bruttoregistertonnen an. Aus dem ehemaligen Besan-Ewer wurde ein Küstenmotorschiff.
Zehn Jahre später erfolgte mit dem neuen Eigner Horst Funck die Umbenennung in MS Rita Funck. Unter diesem Namen erstanden Christa und Eberhard Möbius den für die Schifffahrt unwirtschaftlichen Dampfer 1974 und ließen ihn auf der Werft „Garbers“ in Rothenburgsort für den Theaterbetrieb umbauen.
Am 13. Oktober 1975 hatte „Das Schiff“ an seinem Liegeplatz im Nikolaifleet Premiere. Künstler wie Gert Fröbe, Heinz Reincke, Helmut Qualtinger oder Senta Berger traten bei Gastspielen auf; Reisen führten und führen das Theaterschiff zur Kieler Woche, nach Bremerhaven, nach Helgoland und zu Häfen rings um Hamburg (beispielsweise Brunsbüttel, Stade und Beidenfleth). Im Sommer 2020 wurden das Theaterschiff und die Pontons umfassend saniert, dafür wurden neben Spenden auch Mittel aus dem Hamburger Sanierungsfond sowie Bundesmittel eingesetzt.

## Aufführungen seit 1975 (Auszug)
| Spielzeit | Programm                                                        | Autor/Regisseur                                 |
| --------- | --------------------------------------------------------------- | ----------------------------------------------- |
| 2023      | Wellen, Sturm und steife Brisen – die Matrosen-Show             | Michael Frowin, Jochen Kilian, Patrick Stauf    |
| 2019      | Menschen, Ämter, Katastrophen                                   | Michael Frowin                                  |
| 2018      | Hamburger werden in 90 Minuten                                  | Lutz von Rosenberg Lipinsky                     |
| 2015      | Kann man mit Männern Urlaub machen? − Musik. Piraten. Kabarett. | Jens Neutag                                     |
| 2009      | DramaQueens                                                     | Michael Frowin, Jochen Kilian, Philipp Schaller |
| 2005      | Donnerwetter! 30 Jahre!                                         | Eberhard Möbius, Heinz Rennhack                 |
| 2002      | Vergiß Europa!                                                  | Eberhard Möbius                                 |
| 1995      | Was sind schon 20 Jahre – Versuch einer Bilanz                  | Eberhard Möbius                                 |
| 1991      | Ein Schlachtfest für zwei – Schlachtfelder der Zeit             | Eberhard Möbius                                 |
| 1986      | Die Schwarz-Wahl-Klinik – Zum Wahljahr                          | Eberhard Möbius                                 |
| 1981      | Backbord ist links – Politische Kursbestimmung                  | Eberhard Möbius                                 |
| 1976      | Überall ist Wunderland – Eine Ringelnatz-Revue                  | Eberhard Möbius                                 |